# Anloga
Anloga är en ort i Ghana.   Den ligger i regionen Voltaregionen, i den sydöstra delen av landet, 120 km öster om huvudstaden Accra. Anloga ligger 6 meter över havet och antalet invånare är 29 748.
Terrängen runt Anloga är mycket platt. Havet är nära Anloga åt sydost.  Anloga är det största samhället i trakten. 